# Hiéroglyphe égyptien A50

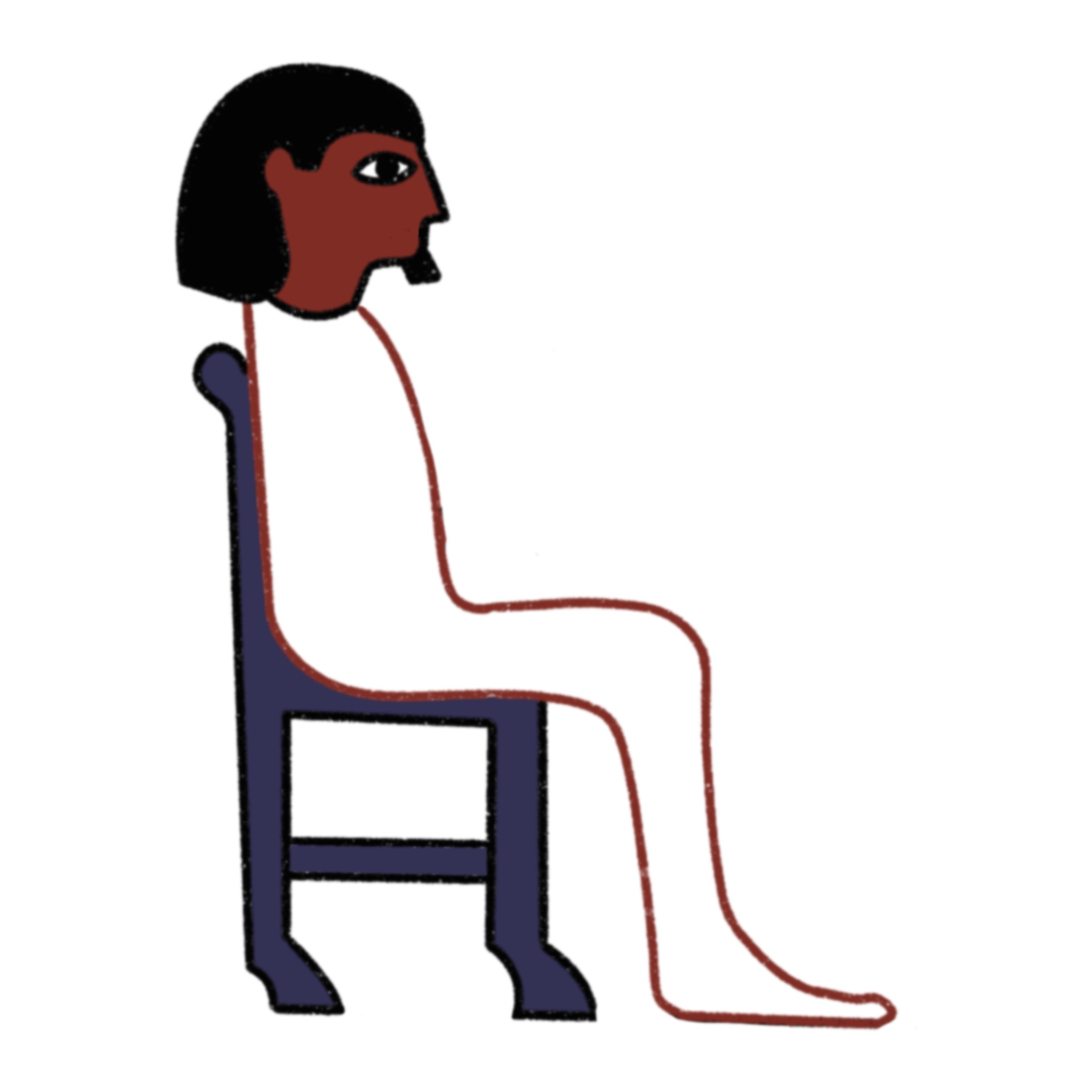
Version hiéroglyphique

Le hiéroglyphe égyptien A50 (homme assis dans un fauteuil), est classifié dans la section A « L'Homme et ses occupations » de la liste de Gardiner ; il y est noté A50.

## Représentation
Il représente un homme (noble) assis dans un fauteuil. Il est translittéré j ou šps.

## Utilisation
| A50 |

| A50 |

des nobles du Moyen Empire.
| w | A50 |

| w | A50 |

| W24 · V31 | A50 |

| W24 · V31 | A50 |

| A50 | s | A1 |

| A50 | s | A1 |

C'est un déterminatif des termes désignant une personne honorable.
| A51 |

| A51 |

duquel il est une variante.

## Exemples de mots
| S20 | A50 |

| S20 | A50 |

| A50 | w | Z2 |

| A50 | w | Z2 |

| A50 | s | s | Y1&A1 |

| A50 | s | s | Y1&A1 |